# La vuelta al mundo en 80 días (película de 2004)
Alrededor del mundo en 80 días (Around the World in 80 Days) es una película estadounidense de comedia y aventura con estilo Steampunk de 2004, basada en la novela homónima de Julio Verne y dirigida por Frank Coraci. Está protagonizada por Jackie Chan, Steve Coogan y Cécile de France.
La película está ambientada en la Inglaterra de finales del siglo XIX y se centra en Phileas Fogg (Steve Coogan), presentado como un inventor excéntrico y sus esfuerzos por circunnavegar el globo terráqueo en 80 días. Durante la odisea, es acompañado por su ayuda de cámara chino Passepartout (Jackie Chan), cuyo verdadero nombre es Lau Xhing, y por la artista francesa Monique La Roche (Cécile de France). Debido a su carácter de comedia, la película se desvía intencionalmente de la novela e incluye varios elementos anacrónicos.

## Argumento
La película comienza en Londres, en donde vive el excéntrico y misterioso Phileas Fogg (Steve Coogan). Es ahí en donde vemos la persecución que hace la policía a un hombre que aparentemente se ha robado algo, este hombre es Lau Xing (Jackie Chan), que para evitar ser visto por los oficiales se trepa a un árbol; curiosamente este árbol estaba dentro de la casa del señor Fogg, y es ahí donde Lau ve cómo el valet del señor Fogg estaba tendido sobre unos rieles de una máquina, la cual decía Phileas que haría al hombre ir mucho más rápido, a unos 50 mph, pero el hombre renuncia antes de probar la máquina, harto de siempre lastimarse cada vez que Phileas prueba un invento con él. Entonces Phileas se pregunta cómo conseguirá un nuevo valet, pues la agencia ya no desea enviarle más (todos tuvieron el mismo final que el último), y en ese momento, Lau Xing cae del árbol. Sorprendido, Fogg le pregunta por su identidad, a lo que Lau Xing responde ser miembro de una larga dinastía de valets franceses, explicando su acento chino por el hecho de que su padre fuese un francés que nunca hablaba, y de que su madre fuese una china que no paraba de hablar. Fogg lo acepta y lo invita a su casa, donde le muestra su prototipo de avión, sus luces que se encienden con un silbido, cuya invención atribuye a la inspiración de Thomas Edison y le habla acerca de su modo de vida y su organización. Cuando le pregunta su nombre, Lau Xing mira por la ventana y al ver a dos oficiales de policía pidiéndoles el pasaporte a unos hombres extranjeros se le ocurre su nuevo nombre, Passepartout.
Después de esto, se encaminan ambos a la Real Academia de Ciencias. Allí Fogg es desacreditado por otras mentes brillantes, en particular el conservador Lord Kelvin (Jim Broadbent), quien proclama que todo lo que tenía que ser descubierto ya lo ha sido, mientras que soñadores como Fogg siguen hablando de "ondas de radio", "evolución" y "viajes aéreos". Cuando la noticia del robo del banco llega a la academia, Fogg expresa su alegría de que ello haya pasado, pues al igual que la academia, el banco es un ejemplo de la estabilidad en el pasado. Calcula en el momento que perfectamente el ladrón podría haber tomado un barco de vapor hasta Francia, desde allí el Expreso de Oriente hasta Estambul y haber llegado a China en poco más que un mes. Este hecho llama la atención de Passepartou, que corre la voz de oído a oído de la posibilidad de retar a Fogg a probar su teoría. Cuando llega a Lord Kelvin, este ve la oportunidad de librarse de él y le propone una apuesta. Como Fogg había dicho, según sus cálculos el ladrón podría haber circunnavegado el globo en 80 días, por tanto Kelvin lo reta entonces a circunnavegar el globo en no más que 80 días. Si ganase, Fogg se convertiría en Ministro de Ciencias, pero si perdiese tendría que destruir su laboratorio y jurar nunca más inventar nada.
Un día después, Passepartou le pregunta a Phileas cuando piensa comenzar el viaje, Phileas está triste y le dice que no piensa hacerlo, ya que solo era un "lapsus estúpidus" y que no sabe que hacer. Utilizando palabras de animo, Passepartou lo convence de seguir con sus ideas y diciéndole que él lo apoyará. Juntos se suben a un coche que creó Phileas, que se conduce con combustible y electricidad y sin caballos, cuando son detenidos por el detective Fix (Ewen Bremner), un oficial corrupto contratado por Lord Kelvin para boicotear a Phileas durante su viaje. Fix alega que no pueden conducir un carro que no esté siendo tirado por "animales grandes delante". Sin querer, Fix pone una mano en el motor y se quema, cae al suelo, se golpea la cabeza y le cae combustible encima, lo que lo hace creer que se le cae el cerebro. Phileas y Passepartou se suben a un coche tirado por caballos y lo roban, huyendo del lugar hacia su primer objetivo, Francia. Mientras, en la Real Academia de Ciencias, Lord Kelvin tiene tratos con una malvada general china, Fang (Karen Mok), la cual tiene como armas sus uñas increíblemente largas. Fang le promete intercambio de Budas de jade (como el que robó Lau Xing del banco) que lo harán rico por arsenal de los ingleses a su grupo, Los Escorpiones. La general se retira y, ya en su escondite, envía una paloma mensajera a unos miembros de Los Escorpiones para eliminar a Lau Xing y recuperar el buda de jade, a medida que la paloma va volando, pasa por una nube y se ve la gran sombra de un escorpión negro.
En Francia, Passepartou y Phileas tienen un inconveniente, pues Passepartou no consigue hablar francés y casi pone en peligro su tapadera. Sin embargo, Passepartou ve un cartel con una bombilla eléctrica y le dice a Phileas que es una presentación de Thomas Edison en Francia, lo cual le da esperanzas a Phileas de hablar con una gran mente científica que admira. Juntos van al lugar de la reunión, pero resulta ser una exposición de arte. Passepartou ve que algunos peatones están vestidos de franceses, pero son chinos enviados por la general Fang. Passepartou se enfrenta a ellos y se encierran en un sótano, donde tienen una cómica lucha y acaban manchados de pintura. En la exposición, Phileas conoce a Monique La Roche (Cécile De France), la cual es una pobre sirvienta maltratada por los dueños del lugar y a la que le encantaría ser artista impresionista. Phileas, el cual es muy escéptico respecto al arte, tiene una discusión con Monique, donde llama basura al arte, y esto provoca la ira de uno de los artistas, que es Vincent Van Gogh (Perry Andelin Blake). Passepartou llega y les dice que deben llegar pronto a la estación. Monique huye con ellos y les pide que la dejen seguirlos en el viaje. Tras una persecución con los chinos (y una dama que se roba su bolso), Passepartou, Phileas y Monique se suben a un globo aerostático y huyen hacia la estación de trenes, donde toman un tren hacia Turquía.
En el tren, Monique (que es francesa), descubre de inmediato la tapadera de Passepartou, y este le explica que engañar a Phileas es la única forma de llegar de vuelta a China y salvar a su pueblo de Fang, y luego le enseña su máscara de Tigre y el Buda de jade. Monique acepta mantener el secreto, a cambio de que Passepartou convenza a Phileas de que ella los acompañe en su viaje. Passepartou lo convence, diciéndole que ella es prima de su madre francesa (teniendo que cambiar la historia del padre francés y la madre china y confundiendo a Phileas). Phileas no consigue que el tren vaya más rápido, por lo que Monique coquetea con los conductores y consigue que hagan ir más rápido al tren. Además, logra que los instalen, incluso, en primera clase. Luego, Phileas le ordena a Passepartou que le haga un té. En la cocina del tren, Passepartou comienza a hervir el agua cuando se presenta Fix, quien rápidamente lo reconoce y comienza una pelea; Passepartou le quema los testículos, arrojándole el agua del té, y le rompe la nariz, azotando la puerta en su cara. Fix, furioso, tira la puerta a golpes con intención de atacarlo, pero Passepartou se aparta en el momento en el que Fix entra corriendo, el inspector pasa de largo y acaba cayendo por la ventana hacia las vías. Passepartou se disculpa y le prepara el té a Phileas.
El tren llega a Estambul, Turquía, donde son detenidos por la escolta del príncipe turco Hapi (Arnold Schwarzenegger), quien desea verlos en su palacio. Aunque Phileas se niega, son metidos a la fuerza. Hapi prepara una fiesta en la que les muestra su palacio y su arte a Monique, Passepartou y Phileas. En eso, les muestra una hermosa escultura de sí mismo, su bien más preciado. Hapi le advierte a Monique que no debe tocarlo, pues es muy frágil. Todos se bañan en un jacuzzi, donde Hapi le dice a Monique que la quiere convertir en su séptima esposa, pues quiere una para cada día de la semana. Cuando Phileas intenta negarse, Hapi los echa a los dos del palacio. Mientras se van, Passepartou y Phileas sujetan la estatua de Hapi y le dicen que si no les devuelve a Monique "Hapi se va a romper". Hapi, asustado, les entrega a Monique. Phileas les ordena a todos que entren en la tienda donde está el jacuzzi. Hapi lo obedece y Phileas, Passepartou y Monique están por irse, cuando Phileas se descuida y la estatua pierde la cabeza y un brazo. Ciego de ira, Hapi los ataca, pero Phileas y los demás logran huir y trabar las puertas de la habitación, utilizando el brazo roto de la estatua y encerrando a Hapi y a sus hombre. Passepartou, Phileas y Monique escapan. En Inglaterra, Lord Kelvin recibe informes de sus tres compañeros, Salisbury (David Ryall), Kitchener (Ian McNeice) y Rhodes (Roger Hammond), del escándalo en Estambul con Phileas y de que Phileas fuera el ladrón del banco y que el aceptar la apuesta fuera solo un truco para escapar. Aunque Kelvin no lo cree, opta por deshacerse de Fogg y envía a Fix a buscarlo, además de poner un millón de carteles de "Se busca" en la India, el siguiente destino.
En el tren hacia Agra, en la India, Passepartou les cuenta a los niños hindúes la leyenda de Los Tigres. Phileas dice que es una ridícula leyenda y que todas las verdades se escriben en hechos escritos en papel. Una cabra se come los documentos de Phileas y este se enoja, y luego el tren es detenido. Phileas y Passepartou descubren que Lord Kelvin los acusa de robar el banco de Inglaterra. Phileas afirma no tenerle miedo a nada, excepto a las balas. Monique se viste como mujer hindú y Phileas y Passepartou se disfrazan de mujeres. Tras pasar por entre los guardias, se suben a una carreta y le piden al sujeto que los saque de Agra enseguida. Sin embargo, el sujeto resulta ser un guerrero chino, que va armado con bolas puntiagudas y que ataca a Passepartou. Monique y Phileas se quedan esperado, pero son atacados por una mujer china que ata a Monique y lucha contra Phileas. Phileas utiliza su bastón con un sextante y ataca a la mujer, derrotándola con algo de suerte. Mientras, Fix aparece y se esposa a Passepartou para detenerlo. Sin embargo, son atacados por el chino, que dice que quiere el Buda de jade. Fix es golpeado diversas veces, tanto en los testículos como en la cabeza, hasta que Passepartou derrota al chino, destruyendo las esposas en el proceso. Para escapar, Monique y Phileas visten a Fix con la ropa de Phileas y lo hacen ir en una carreta. Monique grita que es el hombre que robó el banco de Inglaterra, y Fix es atrapado por una multitud de guardias. Phileas, Monique y Passepartou huyen de la India. Fix, herido y con las ropas en un estado lamentable, vuelve a Inglaterra, donde es recibido por Lord Kelvin. Lord Salisbury lo felicita, diciendo que Fix ha logrado dar la vuelta al mundo antes que Fogg. Fix, muy enojado, le contesta violentamente que es porque se vino directo de la India. Los ministros, enfadados por los insultos de Fix, despiden al inspector y lo tiran por la ventana.
En China, Passepartou, Monique y Phileas llegan a Lang You, la aldea donde vive Lau Xing. Allí, son recibidos por la madre de Passepartou (Yin Tze Pan). Como la mujer habla en chino, Phileas no comprende su tapadera. Passepartou dice que Phileas es su valet, lo cual hace que la mujer se ponga muy feliz. La madre de Passepartou los recibe y Phileas le dice que pueden quedarse un día pero deben continuar al día siguiente. Passepartou habla con Wong Fei Hung (Sammo Hung Kam-Bo), el líder de Los Tigres, y acuerdan con que Phileas es un hombre serio y amable. En la comida, la señora Xing obliga a Phileas a beber una bebida alcohólica que lo hace vomitar. Phileas entra al cuarto de Lau Xing y encuentra unas cartas en inglés, lo que le revela que Passepartou es Lau Xing y descubre el engaño. Luego descubre que Monique ya lo sabía y no le dijo y, muy enojado, les dice que continuará el viaje solo. Sin embargo, al salir es emboscado por Los Escorpiones, que también secuestran a Lau Xing y a Monique, metiéndolos en jaulas de madera junto a un chino (Teerawat Mulvilai), el cual fue arrestado por orinar en público y que grita "¡Déjenme salir, me aburro!" en chino. Lau Xing se enfrenta al Escorpión líder (que está bajo el mando de Fang) y, con ayuda de Los Tigres que aparecen oportunamente, lo derrota, obligándolo a expulsar a los Escorpiones de Lang You. El buda es devuelto a la aldea, pero Phileas despide a Lau Xing por lo ocurrido. Phileas pretende marcharse con el prisionero chino como su guía, pero este intenta volver a orinar en público y es arrestado de nuevo.
Phileas llega a San Francisco, California, donde lo atropella a una mujer y ésta finge tener una pierna rota, aunque luego le roba el equipaje. Phileas pasa la noche mendigando junto a otro pordiosero (Rob Schneider), el cual le dice que la mejor arma para conseguir dinero mendigando es su olor, luego detiene a un hombre, le quita el dinero y lo echa. Phileas trata de hacer lo mismo, pero el sujeto lo golpea. Aparecen pronto Lau Xing y Monique, buscando a Phileas, y lo encuentran en la calle, se lo llevan y le prometen ayudarlo en su largo viaje hacia Inglaterra. En el desierto, Phileas, Lau Xing y Monique conocen a los hermanos Wilbur y Oliver Wright (Owen Wilson y Luke Wilson, hermanos en la vida real), los cuales trabajan en la creación de un avión. Phileas dice que sus ideas son brillantes y se marchan del lugar apresuradamente. En Inglaterra, Fang se reúne con Lord Kelvin y le dice que le puede darle más que un pequeño Buda de jade, pues hay ricas reservas de este material en Lang You. Lord Kelvin le dice que ya no podría serle de ninguna utilidad si Fogg gana la apuesta, por lo que Fang acepta destruir tanto a Lau Xing como a Phileas.
Phileas, Monique y Lau Xing llegan a Nueva York, donde un guardia los recibe y les dice, mintiéndoles, que los ayudará a llegar hacia el barco (ya que están bloqueados por admiradores). Al llegar a un galpón, Phileas, Monique y Lau Xing ven la Estatua de la Libertad en construcción y una figura encapuchada que resulta ser la general Fang. Esta le pasa una bolsa de oro al guardia y este se marcha. La general, los chinos y los viajeros tienen un enfrentamiento. Fang intenta clavarle a Lau Xing sus uñas, pero este usa un saco de harina como escudo y se las corta. La mujer intenta matarlo mientras Phileas y Monique huyen, pero deciden volver y atacar a la guerrera china. Tras una cómica pelea en la que uno de los chinos termina en las fosas nasales de la Estatua, Lau Xing y Fang acaban debajo del libro que sostiene la Estatua, la cual está por caer. Phileas y Monique los rescatan, y Monique golpea a Fang con una sartén hirviendo. Lau Xing, Phileas y Monique no se rinden, consiguen otro barco y parten.
Como no les queda tiempo suficiente para llegar por mar, Phileas le paga al capitán del pequeño barco para poder desmantelarlo y construir un avión. El avión llega a Inglaterra, donde Lord Kelvin ordena arrestar a Phileas antes de que ponga un pie en los escalones de la Real Academia. En el momento en el que Lord Kelvin está por arrestar a Phileas aparece Fix, ahora con un collarín y con el brazo enyesado, y confiesa todas las actividades criminales de Kelvin. El reloj suena en ese momento, lo que significa que Phileas perdió la apuesta. Sin embargo, aparece la Reina Victoria (Kathy Bates) y manda a encerrar a Lord Kelvin. Luego le explica a Phileas que ha ganado la apuesta, pues es el día 79 aún, debido a que Lau Xing había adelantado unas horas el reloj de Phileas sin tener en cuenta los cambios horarios. Monique, Phileas y Lau Xing suben las escaleras. Phileas se casa con Monique y se convierte en Ministro de Ciencias de la Real Academia.

## Recepción
La vuelta al mundo en 80 días no fue bien recibida por los críticos de cine, lo que resultó en reseñas de variado signo, con un 31% de aprobación en el sitio web especializado Rotten Tomatoes y un 49% en el sitio web Metacritic. La cinta fue criticada por tener poca o ninguna similitud con la novela en la que se basaba y por sus intentos elaborados en la comedia. Con unos costos de producción de alrededor de 110 millones de dólares y costos de mercadeo estimados de $30 millones, ganó $24 millones en la taquilla estadounidense y $72 millones en todo el mundo. La película se convirtió en una desastre a nivel económico perdiendo 55,9 millones de euros (sobre la base de la inflación actual).

### Recaudación en taquilla
| Recaudación doméstica (Estados Unidos) | US$ 24 008 137    |
| Otros ingresos internacionales         | US$ 48 170 758    |
| Recaudación a nivel mundial            | US$ 72.178.895,05 |

## Reparto
| Actor                 | Rol                          | Doblaje (México)      | Doblaje (España)      |
| --------------------- | ---------------------------- | --------------------- | --------------------- |
| Steve Coogan          | Phileas Fogg                 | Raúl Anaya            | Jordi Brau            |
| Jackie Chan           | Jean Passepartout / Lau Xing | Arturo Mercado        | Ricky Coello          |
| Cécile de France      | Monique La Roche             | Xóchitl Ugarte        | Ana Pallejá           |
| Jim Broadbent         | Lord Kelvin                  | Jesse Conde           | Alberto Trifol        |
| Roger Hammond         | Lord Rhodes                  | Francisco Colmenero   | Josep María Ullod     |
| David Ryall           | Lord Salisbury               | Maynardo Zavala       | Félix Benito          |
| Ian McNeice           | Coronel Kitchener            | Humberto Vélez        | Eduardo Muntada       |
| Kathy Bates           | Reina Victoria               | Liza Willert          | María Luisa Solá      |
| Arnold Schwarzenegger | Príncipe Hapi                | Gerardo Reyero        | Ernesto Aura          |
| Owen Wilson           | Wilbur Wright                | Sergio Gutiérrez Coto | Luis Posada           |
| Luke Wilson           | Orville Wright               | Andrés Gutiérrez Coto | José Posada           |
| Rob Schneider         | Pordiosero                   | Sergio Zaldívar       | Eduard Itchart        |
| John Cleese           | Sargento de policía          | Javier Pontón         | Antonio Crespo        |
| Ewen Bremner          | Inspector Fix                | Ricardo Tejedo        | Alberto Mieza         |
| Sammo Hung            | Wong Fei Hung                | Roberto Alexander     | Francisco Alborch     |
| Karen Joy Morris      | General Fang                 | Claudia Garzón        | Mercedes Montalá      |
| Daniel Wu             | Bak Mei                      | José Gilberto Vilchis | Albert Trifol Segarra |
| Robert Fyfe           | Jean Michel                  | Esteban Siller        | Antonio Crespo        |
| Will Forte            | Oficial de policía           | Rodolfo Vargas        |                       |
| Maggie Q              | Agente femenina              | Rocío Robledo         |                       |